# Eldrid Lunden
Eldrid Lunden (født 5. oktober 1940 i Naustdal), er en norsk digter og professor i skrivekunst. Hun skriver på nynorsk. Hun regnes som en af Norges vigtigste digtere indenfor modernismen. Lunden er uddannet cand. philol ved Universitetet i Oslo. Hun har arbejdet som lærer ved videregående skole og høgskole. I 1996 blev hun Norges første professor i skrivekunst. Hun var med til at starte og var kunstnerisk leder ved Forfatterstudiet i Bø ved Høgskolen i Telemark i perioden 1982-2011. Lunden var en del af miljøet bag tidsskriftet Profil.

## Priser
- Nynorsk litteraturpris 1982, for Gjenkjennelsen
- Sokneprest Alfred Andersson-Ryssts fond 1984
- Dobloug-prisen 1989
- Aschehougprisen 1992
- Melsom-prisen 1997
- Brageprisen (Hedersprisen) 2000[1]
- Amalie Skram-prisen 2000
- Mads Wiel Nygaards legat 2005
- Æresdoktor ved Göteborgs Universitet 2004
- Halldis Moren Vesaas-prisen 2007

## Bøger om Eldrid Lunden
- Unni Langås: Dialog. Eldrid Lundens diky 1968-2005 (2007)
- Unni Langås: Dialogues in Poetry (2010)